# Gert Aandewiel
Gert Aandewiel (Katwijk, 9 september 1969) is een Nederlands voetbalcoach en voormalig voetballer.

## Clubcarrière
Als speler voetbalde Aandewiel voor Quick Boys, FC Volendam (1996-1997), Sparta (1997-1999) en FC Dordrecht (1999).

## Trainerscarrière
In het seizoen 2006-2007 was hij trainer van HFC Haarlem in de eerste divisie. HFC Haarlem was zijn eerste club in het betaalde voetbal als coach.
Vóór deze club was hij op amateurniveau trainer van de Katwijkse club Quick Boys samen met Arjen van der Werf. In mei 2004 kreeg hij de Rinus Michels Award uitgereikt, de prijs voor de beste trainer in het amateurvoetbal.
Voor het behalen van zijn trainersdiploma liep hij stage bij Stormvogels Telstar. Daar werd hij echter in 2005 weggestuurd, toen bekend was geworden dat hij een jaar later trainer zou worden van concurrent HFC Haarlem.
Op 7 februari 2007 tekende Aandewiel een contract bij zijn oude club Sparta om trainer Wiljan Vloet te vervangen na afloop van het seizoen 2006-2007. Daar werd hij door tegenvallende resultaten echter op non-actief gesteld op 11 november 2007. Sparta stond op dat moment op de laatste plek in de eredivisie met nog geen een duel gewonnen. Assistent Adri van Tiggelen was zijn tijdelijke opvolger.
Sinds 28 juni 2008 werkte Aandewiel bij NAC Breda, eerst als assistent-manager onder Robert Maaskant. Nadat deze de club had verlaten in de zomer van 2010 werd Aandewiel interim-coach samen met oud-doelman John Karelse. In april 2012 ging hij aan de slag in Armenië om in de jeugdopleiding van Banants Jerevan te werken. In september 2013 werd hij aangesteld als trainer van FC Oss.
Vanaf 2014 is Aandewiel terug bij z'n oude club Quick Boys, waar hij de functie als technisch manager bekleedt. In 2018 werd Aandewiel hoofdtrainer van de Katwijkers, tekende voor anderhalf jaar, maar vertrok aan het einde van het seizoen al door het mislopen van promotie.
Aandewiel is nu analist voor het Nederlands Elftal.

## Privé
Aandewiels broer is voormalig profvoetballer Huug Aandewiel.